# چاه صادق‌خان
چاه صادق خان، روستایی است از توابع بخش مرکزی شهرستان جعفرآباد در استان قم ایران.

## جمعیت
این روستا در دهستان جعفرآباد قرار دارد و براساس سرشماری مرکز آمار ایران در سال ۱۳۸۵، جمعیت آن زیر سه خانوار بوده‌است.